# Karpiny
Karpiny is een plaats in het Poolse district  Kwidzyński, woiwodschap Pommeren. De plaats maakt deel uit van de gemeente Sadlinki en telt 300 inwoners.